# Gaetano Mariotti
Gaetano Mariotti (Sassari, 1846 – Sassari, 6 febbraio 1902) è stato un politico italiano.

## Biografia
Gaetano Mariotti è nato a Sassari nel 1846. Qui inizio a formarsi, fino alla laurea nel 1866. Nel 1871 fu incaricato di Diritto internazionale. Ne divenne professore straordinario nel 1878 ed ordinario nel 1882. Autore di alcuni studi ed opere a carattere specialistico e manualistico, Mariotti, dopo la vincita dell’ordinariato, smise di fatto di scrivere. Fu sindaco di Sassari per la prima volta dal 1886 al 1888. Dal 1889 al 1893 Mariotti ricoprì la carica di rettore dell’Università di Sassari e nel luglio 1896 venne rieletto sindaco di Sassari, fino al 6 febbraio 1902, data nella quale il Mariotti morì per cause naturali.

## Riconoscimenti
A Mariotti sono dedicate delle vie di Calangianus e Sassari.